# Élections législatives de 1993 dans le Puy-de-Dôme
Les élections législatives françaises de 1993 se déroulent les 21 et 28 mars 1993. Dans le département du Puy-de-Dôme, six députés sont à élire dans le cadre de six circonscriptions.

## Élus
| Circonscription | Député sortant           | Parti | Parti    | Député élu ou réélu      | Parti | Parti    |
| --------------- | ------------------------ | ----- | -------- | ------------------------ | ----- | -------- |
| 1re             | Maurice Pourchon         |       | PS       | Michel Fanget            |       | UDF (AD) |
| 2e              | Alain Néri               |       | PS       | Michel Cartaud           |       | UDF (PR) |
| 3e              | Valéry Giscard d'Estaing |       | UDF (PR) | Valéry Giscard d'Estaing |       | UDF (PR) |
| 4e              | Jacques Lavédrine        |       | PS       | Pierre Pascallon         |       | RPR      |
| 5e              | Maurice Adevah-Pœuf      |       | PS       | Jean-Marc Chartoire      |       | UDF (AD) |
| 6e              | Edmond Vacant            |       | PS       | Gérard Boche             |       | UDF (PR) |

## Positionnement des partis
Les candidats d'alliance RPR-UDF et divers droite se présentent sous la bannière de l'Union pour la France et ceux du Parti socialiste derrière l'Alliance des Français pour le Progrès. Enfin, Les Verts et Génération écologie s'unissent sous l'étiquette Entente des écologistes.

## Résultats

### Résultats à l'échelle du département
| Parti          | Parti                                   | Premier tour | Premier tour | Second tour | Second tour | Sièges |
| Parti          | Parti                                   | Voix         | %            | Voix        | %           | Sièges |
| -------------- | --------------------------------------- | ------------ | ------------ | ----------- | ----------- | ------ |
|                | Union pour la démocratie française      | 93 461       | 34,22        | 97 586      | 42,75       | 5      |
|                | Rassemblement pour la République        | 24 680       | 9,04         | 24 423      | 10,70       | 1      |
|                | Divers droite                           | 1 757        | 0,64         |             |             | 0      |
|                | Union pour la France                    | 119 898      | 43,90        | 122 009     | 53,44       | 6      |
|                |                                         |              |              |             |             |        |
|                | Parti socialiste                        | 64 563       | 23,64        | 106 282     | 46,56       | 0      |
|                | diss. Parti socialiste                  | 6 207        | 2,27         |             |             | 0      |
|                | Mouvement des radicaux de gauche        | 1            | 0,00         | 0           |             |        |
|                | Alliance des Français pour le progrès   | 70 771       | 25,91        | 106 282     | 46,56       | 0      |
|                |                                         |              |              |             |             |        |
|                | Les Verts                               | 11 558       | 4,23         |             |             | 0      |
|                | Génération écologie                     | 8 769        | 3,21         | 0           |             |        |
|                | Entente des écologistes                 | 20 327       | 7,44         |             |             | 0      |
|                |                                         |              |              |             |             |        |
|                | Front national                          | 23 277       | 8,52         |             |             | 0      |
|                | Parti communiste français               | 22 535       | 8,25         | 0           |             |        |
|                | Le Trèfle - Les nouveaux écologistes    | 9 153        | 3,35         | 0           |             |        |
|                | Extrême gauche dont LCR, LO, PT et SÉGA | 5 833        | 2,14         | 0           |             |        |
|                | Divers                                  | 1 344        | 0,49         | 0           |             |        |
|                |                                         |              |              |             |             |        |
| Inscrits       | Inscrits                                | 408 939      | 100,00       | 335 952     | 100,00      | 6      |
| Abstentions    | Abstentions                             | 116 881      | 28,58        | 90 174      | 26,84       |        |
| Votants        | Votants                                 | 292 058      | 71,42        | 245 778     | 73,16       |        |
| Blancs et nuls | Blancs et nuls                          | 18 920       | 6,48         | 17 487      | 7,11        |        |
| Exprimés       | Exprimés                                | 273 138      | 93,52        | 228 291     | 92,89       |        |

### Résultats par circonscription

#### Première circonscription (Clermont-Ferrand)
| Candidat       | Candidat                 | Parti          | Premier tour | Premier tour | Second tour | Second tour |  |
| Candidat       | Candidat                 | Parti          | Voix         | %            | Voix        | %           |  |
| -------------- | ------------------------ | -------------- | ------------ | ------------ | ----------- | ----------- |  |
|                | Maurice Pourchon sortant | PS (ADFP)      | 8 985        | 24,05        | 16 852      | 46,43       |  |
|                | Michel Fanget élu        | UDF (AD)       | 8 730        | 23,37        | 19 444      | 53,57       |  |
|                | Brice Hortefeux          | RPR            | 6 162        | 16,49        |             |             |  |
|                | Abel Poitrineau          | FN             | 3 554        | 9,51         |             |             |  |
|                | Michel Despalle          | GÉ (EÉ)        | 3 013        | 8,06         |             |             |  |
|                | Guillaume Laybros        | PCF            | 2 606        | 6,98         |             |             |  |
|                | Dorianne Fleury          | LT-LNÉ         | 1 409        | 3,77         |             |             |  |
|                | Frédéric Chomilier       | Divers droite  | 1 245        | 3,33         |             |             |  |
|                | Alain Laffont            | LCR            | 869          | 2,33         |             |             |  |
|                | Daniel Séguy             | LO             | 786          | 2,1          |             |             |  |
|                |                          |                |              |              |             |             |  |
| Inscrits       | Inscrits                 | Inscrits       | 56 906       | 100,00       | 56 906      | 100,00      |  |
| Abstentions    | Abstentions              | Abstentions    | 17 084       | 30,02        | 17 825      | 31,32       |  |
| Votants        | Votants                  | Votants        | 39 822       | 69,98        | 39 081      | 68,68       |  |
| Blancs et nuls | Blancs et nuls           | Blancs et nuls | 2 463        | 6,19         | 2 785       | 7,13        |  |
| Exprimés       | Exprimés                 | Exprimés       | 37 359       | 93,81        | 36 296      | 92,87       |  |

#### Deuxième circonscription (Cournon-d'Auvergne)
| Candidat       | Candidat             | Parti          | Premier tour | Premier tour | Second tour | Second tour |  |
| Candidat       | Candidat             | Parti          | Voix         | %            | Voix        | %           |  |
| -------------- | -------------------- | -------------- | ------------ | ------------ | ----------- | ----------- |  |
|                | Michel Cartaud élu   | UDF (PR)       | 17 959       | 39,85        | 23 038      | 51,49       |  |
|                | Alain Néri sortant   | PS (ADFP)      | 12 569       | 27,89        | 21 702      | 48,51       |  |
|                | Robert Charbonnier   | Les Verts (EÉ) | 4 003        | 8,88         |             |             |  |
|                | Hervé Guilbert       | FN             | 3 869        | 8,58         |             |             |  |
|                | Louis Virgoulay      | PCF            | 3 088        | 6,85         |             |             |  |
|                | Annie Jacquelin      | LT-LNÉ         | 1 678        | 3,72         |             |             |  |
|                | Josiane Mainville    | LO             | 968          | 2,15         |             |             |  |
|                | Pierre Aunac         | UDI            | 512          | 1,14         |             |             |  |
|                | Odette Van Rasbourgh | PT             | 426          | 0,95         |             |             |  |
|                |                      |                |              |              |             |             |  |
| Inscrits       | Inscrits             | Inscrits       | 67 293       | 100,00       | 62 287      | 100,00      |  |
| Abstentions    | Abstentions          | Abstentions    | 19 177       | 28,5         | 14 266      | 22,9        |  |
| Votants        | Votants              | Votants        | 48 116       | 71,5         | 48 021      | 77,1        |  |
| Blancs et nuls | Blancs et nuls       | Blancs et nuls | 3 044        | 6,33         | 3 281       | 6,83        |  |
| Exprimés       | Exprimés             | Exprimés       | 45 072       | 93,67        | 44 740      | 93,17       |  |

#### Troisième circonscription (Chamalières)
|                | Valéry Giscard d'Estaing élu | UDF (PR)       | 25 228 | 54,76  |  |  |  |
|                | Alain Bardot                 | PS (ADFP)      | 7 598  | 16,49  |  |  |  |
|                | Marc Saumureau               | Les Verts (EÉ) | 4 240  | 9,20   |  |  |  |
|                | Claude Jaffrès               | FN             | 3 887  | 8,44   |  |  |  |
|                | Maurice Vigier               | PCF            | 2 509  | 5,45   |  |  |  |
|                | Gilles Baverel               | LT-LNÉ         | 1 520  | 3,30   |  |  |  |
|                | Jean-Marc Miguet             | diss. PS       | 1 089  | 2,36   |  |  |  |
|                |                              |                |        |        |  |  |  |
| Inscrits       | Inscrits                     | Inscrits       | 68 031 | 100,00 |  |  |  |
| Abstentions    | Abstentions                  | Abstentions    | 18 651 | 27,42  |  |  |  |
| Votants        | Votants                      | Votants        | 49 380 | 72,58  |  |  |  |
| Blancs et nuls | Blancs et nuls               | Blancs et nuls | 3 309  | 6,7    |  |  |  |
| Exprimés       | Exprimés                     | Exprimés       | 46 071 | 93,3   |  |  |  |

#### Quatrième circonscription (Issoire)
| Candidat       | Candidat                  | Parti          | Premier tour | Premier tour | Second tour | Second tour |  |
| Candidat       | Candidat                  | Parti          | Voix         | %            | Voix        | %           |  |
| -------------- | ------------------------- | -------------- | ------------ | ------------ | ----------- | ----------- |  |
|                | Pierre Pascallon élu      | RPR (UPF)      | 18 518       | 40,52        | 24 423      | 53,28       |  |
|                | Jean-Paul Bacquet         | PS (ADFP)      | 8 153        | 17,84        | 21 418      | 46,72       |  |
|                | Jacques Lavédrine sortant | diss. PS       | 5 118        | 11,2         |             |             |  |
|                | Alain Cuerq               | PCF            | 4 034        | 8,83         |             |             |  |
|                | Hervé Mantelet            | Les Verts (EÉ) | 3 315        | 7,25         |             |             |  |
|                | Robert Wilwertz           | FN             | 3 223        | 7,06         |             |             |  |
|                | Pierre Parmantier         | LT-LNÉ         | 1 695        | 3,71         |             |             |  |
|                | Patrick Kindt             | Divers         | 1 344        | 2,94         |             |             |  |
|                | Philippe Bonnet           | LCR            | 297          | 0,65         |             |             |  |
|                | Rémi Aufrère              | MRG            | 1            | 0            |             |             |  |
|                |                           |                |              |              |             |             |  |
| Inscrits       | Inscrits                  | Inscrits       | 69 556       | 100,00       | 69 644      | 100,00      |  |
| Abstentions    | Abstentions               | Abstentions    | 20 524       | 29,51        | 19 841      | 28,49       |  |
| Votants        | Votants                   | Votants        | 49 032       | 70,49        | 49 803      | 71,51       |  |
| Blancs et nuls | Blancs et nuls            | Blancs et nuls | 3 334        | 6,8          | 3 962       | 7,96        |  |
| Exprimés       | Exprimés                  | Exprimés       | 45 698       | 93,2         | 45 841      | 92,04       |  |

#### Cinquième circonscription (Thiers - Ambert)
| Candidat       | Candidat                    | Parti          | Premier tour | Premier tour | Second tour | Second tour |  |
| Candidat       | Candidat                    | Parti          | Voix         | %            | Voix        | %           |  |
| -------------- | --------------------------- | -------------- | ------------ | ------------ | ----------- | ----------- |  |
|                | Jean-Marc Chartoire élu     | UDF (AD)       | 18 255       | 41,92        | 25 021      | 56,7        |  |
|                | Maurice Adevah-Pœuf sortant | PS (ADFP)      | 10 809       | 24,82        | 19 109      | 43,3        |  |
|                | André Chassaigne            | PCF            | 5 820        | 13,36        |             |             |  |
|                | Jacques Chanet              | FN             | 4 051        | 9,3          |             |             |  |
|                | Yves Mérat                  | GÉ (EÉ)        | 2 341        | 5,38         |             |             |  |
|                | Patrick Granet              | LT-LNÉ         | 1 271        | 2,92         |             |             |  |
|                | Claude Dufour               | LO             | 1 000        | 2,3          |             |             |  |
|                |                             |                |              |              |             |             |  |
| Inscrits       | Inscrits                    | Inscrits       | 65 359       | 100,00       | 65 339      | 100,00      |  |
| Abstentions    | Abstentions                 | Abstentions    | 18 835       | 28,82        | 17 706      | 27,1        |  |
| Votants        | Votants                     | Votants        | 46 524       | 71,18        | 47 633      | 72,9        |  |
| Blancs et nuls | Blancs et nuls              | Blancs et nuls | 2 977        | 6,4          | 3 503       | 7,35        |  |
| Exprimés       | Exprimés                    | Exprimés       | 43 547       | 93,6         | 44 130      | 92,65       |  |

#### Sixième circonscription (Riom)
| Candidat       | Candidat              | Parti          | Premier tour | Premier tour | Second tour | Second tour |  |
| Candidat       | Candidat              | Parti          | Voix         | %            | Voix        | %           |  |
| -------------- | --------------------- | -------------- | ------------ | ------------ | ----------- | ----------- |  |
|                | Gérard Boche élu      | UDF (PR)       | 23 289       | 42,04        | 30 083      | 52,52       |  |
|                | Edmond Vacant sortant | PS (ADFP)      | 16 449       | 29,70        | 27 201      | 47,48       |  |
|                | Louis Letalenet       | FN             | 4 693        | 8,47         |             |             |  |
|                | Jean-Claude Jacob     | PCF            | 4 478        | 8,08         |             |             |  |
|                | Roland Gourvès        | GÉ (EÉ)        | 3 415        | 6,17         |             |             |  |
|                | Danielle Héraud       | LT-LNÉ         | 1 580        | 2,85         |             |             |  |
|                | Marcel Breugnot       | SÉGA           | 1 002        | 1,81         |             |             |  |
|                | Francis Vergne        | LCR            | 485          | 0,88         |             |             |  |
|                |                       |                |              |              |             |             |  |
| Inscrits       | Inscrits              | Inscrits       | 81 794       | 100,00       | 81 776      | 100,00      |  |
| Abstentions    | Abstentions           | Abstentions    | 22 610       | 27,64        | 20 536      | 25,11       |  |
| Votants        | Votants               | Votants        | 59 184       | 72,36        | 61 240      | 74,89       |  |
| Blancs et nuls | Blancs et nuls        | Blancs et nuls | 3 793        | 6,41         | 3 956       | 6,46        |  |
| Exprimés       | Exprimés              | Exprimés       | 55 391       | 93,59        | 57 284      | 93,54       |  |